# Guillaume de Lautrec
Ne doit pas être confondu avec Guillaume de Toulouse-Lautrec.
Guillaume de Lautrec (1265 - 1352) est vicomte de Lautrec, de 1302 à sa mort. Il est aussi seigneur de Montfa et de Parisot.

## Biographie
Guillaume de Lautrec est membre de la famille de Lautrec, en tant que fils unique du vicomte Frotard V de Lautrec. À la mort de son père en 1302, Guillaume n'hérite que d'un seul huitième de la vicomté de Lautrec : en effet, il partage le domaine avec certains de ses cousins depuis la division de la vicomté par Sicard VI et Bertrand Ier. En 1319, il rend hommage au comte Jean Ier d'Armagnac, pour sa seigneurie de Parisot.
Il meurt en 1352 sans postérité mâle, et sa part de la vicomté échoie à son petit-fils, Jean Ier d'Arpajon.

## Mariage et postérité
Guillaume de Lautrec épouse Alix de la Valette en 1304, union dont est seulement issue une fille, Hélène de Lautrec, mariée à Hugues II d'Arpajon.